# Грб Белоруске ССР
Грб Белоруске ССР се базира на грбу Совјетског Савеза. У централном делу грба се налази срп и чекић, симбол комунизма. Испод њега се налази глобус и излазеће сунце. Око грба се налази венац од цвећа лана и детелине, као и пшеница, који је обавијен траком са мотом Совјетског Савеза „Пролетери свих земаља, уједините се“ написаним на белоруском и руском језику, а испод трака са ћириличном скраћеницом за „Белоруска Совјетска Социјалистичка Република“ (БССР). На врху грба се налази црвена звезда.
Грб је био на снази до 1990, када је замјењен традиционалним грбом Пахонија, који је замењен данашњим грбом Белорусије 1995. године.

## Галерија
- 1919—1927
- 1927—1937
- 1937—1938
- 1938—1949
- 1958—1981
- 1981—1991